# حمامین درب امامزاده
حمام درب امامزاده، مربوط به دوره اتابکان است و در شهرکرد، جنب امامزاده دوخاتون واقع شده است. این اثر در تاریخ ۱۹ مرداد ۱۳۷۹ با شمارهٔ ثبت ۲۷۷۴ به‌عنوان یکی از آثار ملی ایران به ثبت رسیده است.